# 1888 en combiné nordique
| Années du combiné nordique : 1885 - 1886 - 1887 - 1888 - 1889 - 1890 - 1891    |
| Décennies du combiné nordique : 1850 - 1860 - 1870 - 1880 - 1890 - 1900 - 1910 |

Cette page reprend les résultats de combiné nordique de l'année 1888.

## Husebyrennet
1888 est l'année de la huitième édition de la Husebyrennet. Elle se déroule à Ullern, près d'Oslo. L'épreuve fut remportée par Torjus Hemmestveit ; outre le combiné, ce dernier remporta également les deux compétitions de ski de fond, disputées sur 25 et 50 kilomètres.

## Naissances
- 24 octobre : Anders Haugen, sauteur à ski, fondeur et skieur de nordique américain. († 17 avril 1984).